# مقاطعة ريغان (تكساس)
مقاطعة ريغان (بالإنجليزية: Reagan  County)‏ هي إحدى المقاطعات في ولاية تكساس، الولايات المتحدة الأمريكية.